# Vindskydd

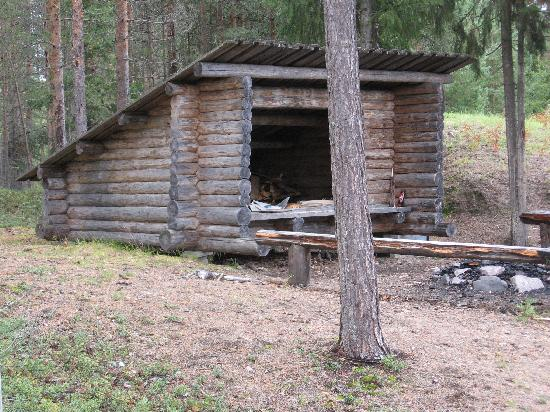
Fast vindskydd vid en finsk friluftsrutt. Eldstaden utanför är här inte avsedd att ge värme för natten.

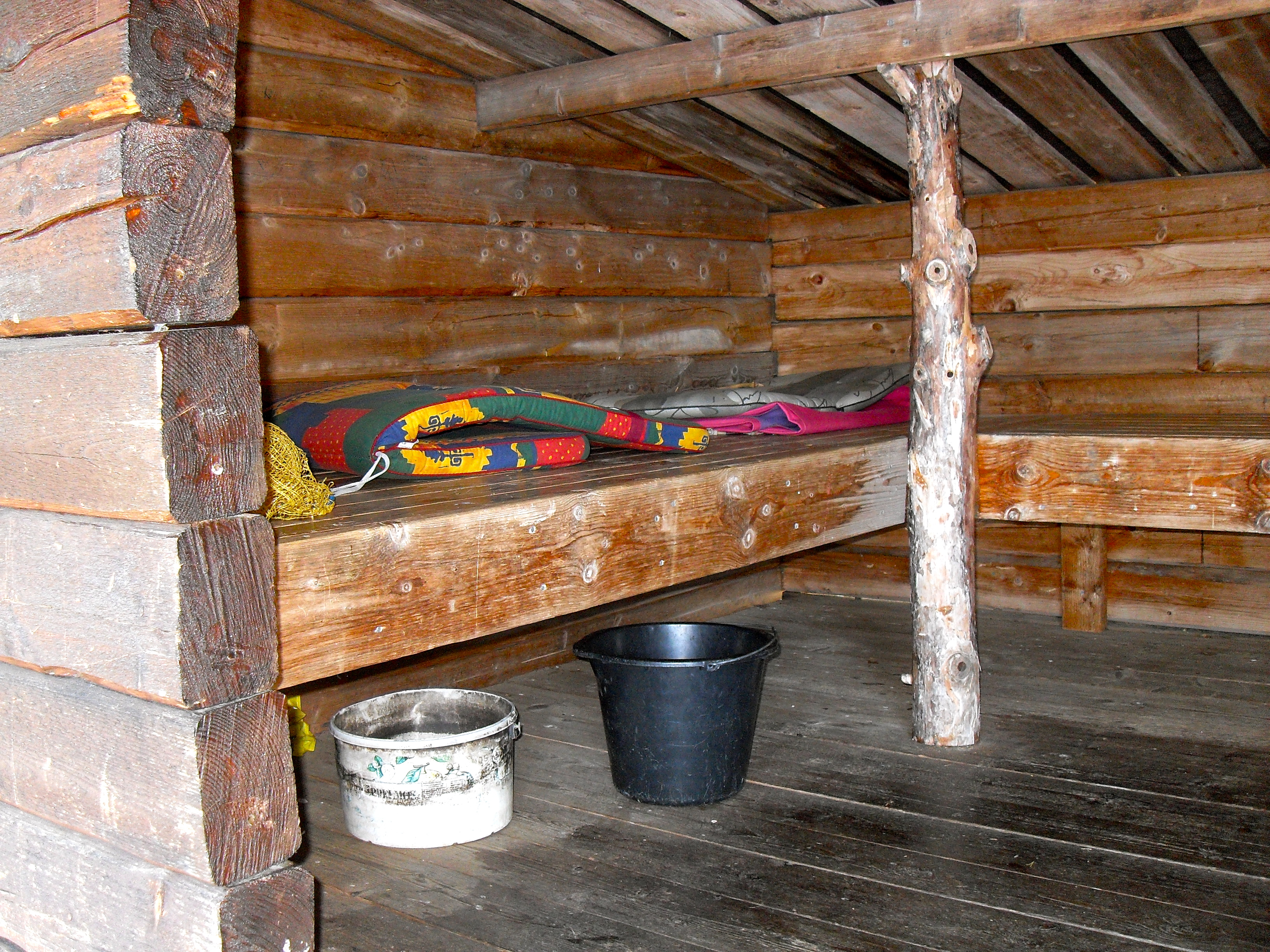
Närbild på vindskydd som finns vid Tjustleden.

Vindskydd, skärmskydd eller gapskjul är en mindre byggnad för friluftslivet som syftar till att ge vandrare tak över huvudet och skydd mot vädret i övrigt. Ofta tre väggar med tak i timmer eller brädor där den fjärde sidan är öppen. Vissa är gjorda så att man kan övernatta i dem, andra enbart för kortare raster/fikapauser.
Ibland är vindskydden konstruerade så att en eldstad under tak också ryms, dessa vindskydd kallas slogbod (slåtterkoja) i gammal svensk byggtradition.
Vindskydd kan också byggas för tillfälligt bruk, då ofta med en stomme av slanor och väggar, tak och golv av granris. Behovet av färsk gran gör sådana vindskydd mest användbara i nödsituationer och i samband med hygge.

## Även som tält

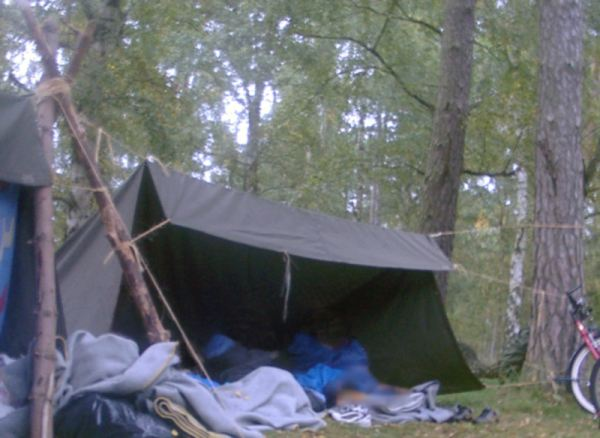
Tält-varianten av vindskydd
Till höger fäst i träd, till vänster i trefot.

En annan sorts vindskydd är de som är gjorda av tältduk eller presenning, i motsats till fasta vindskydd som beskrivs här ovan.
För att hålla duken uppe kan man använda något av:
- Linor till intillvarande träd.
- Lodrätt stående pinnar (i metall, plast eller kompositmaterial). Man får helheten att stå genom att spänna med linor åt sidan ner till tältspik på marken.
- Liggande kryss av slanor (tunna trästockar) under duken. Slanornas ena ändar hålls upp av trefötter eller surras fast i träd.